# تايلر فريتاس
تايلر فريتاس (بالإنجليزية: Tyler Freitas)‏ هو لاعب كرة قدم أمريكي، ولد في 2000 في بروفيدنس في الولايات المتحدة.

## وصلات خارجية
- تايلر فريتاس على موقع قاعدة بيانات كرة القدم.إي يو (الإنجليزية)
- تايلر فريتاس على موقع Soccerway.com (الإنجليزية)